# Villa d'Este (Cernobbio)

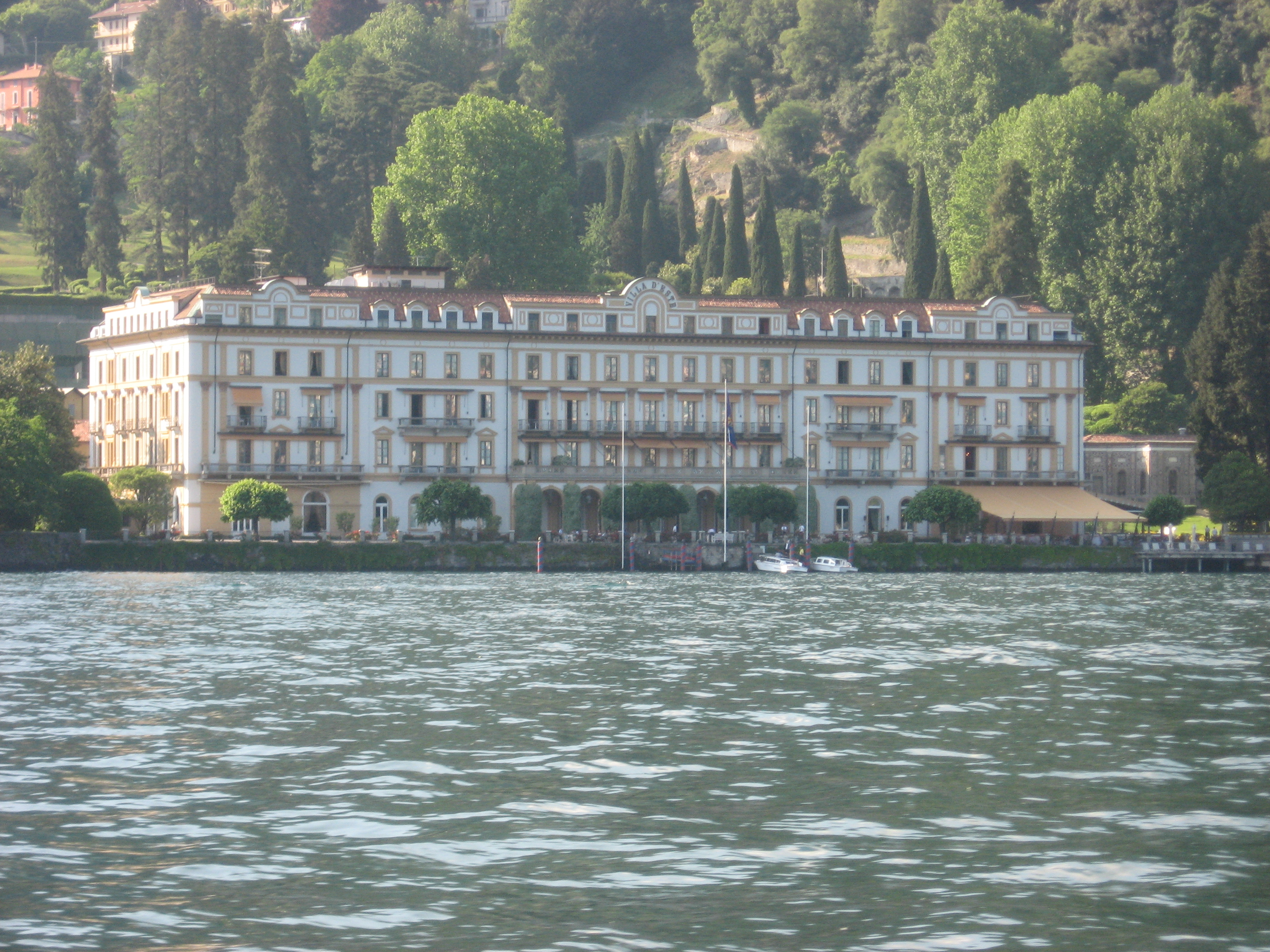
Villa d'Este.

Villa d'Este, origineel Villa del Garovo, is een renaissance-woning in het Italiaanse dorp Cernobbio aan het Comomeer. Zowel de villa als het 25 hectare grote park dat de villa omringt hebben sinds de bouw in de 16e eeuw veel verbouwingen ondergaan als zomerverblijf voor de kardinaal van Como.
Vanaf 1815 diende het als residentie voor prinses Caroline van Brunswijk, de vrouw van de kroonprins en latere Koning George IV van het Verenigd Koninkrijk, die tevens haar neef was.
Zij ging hier wonen nadat hun huwelijk, dat al een paar weken na de bruiloft was uitgedraaid op een scheiding van tafel en bed, in wezen alleen nog op papier bestond. In 1817 verkocht zij de villa wegens geldgebrek.
Sinds 1873 is het complex in gebruik als luxehotel.
Elk jaar in de tweede helft van mei vindt er het prestigieuze evenement Concorso d'eleganza Villa d'Este plaats.